# Solrød Landsby
 For alternative betydninger, se Solrød. (Se også artikler, som begynder med Solrød)
Solrød er en landsby på Østsjælland med 499 indbyggere  (2024), beliggende i Solrød Kommune, Region Sjælland. I landsbyen finder man Solrød Kirke der stammer fra år 1200 og privatskolen Køge Bugt Privatskole, samt et landsbylaug.
Fra Solrød er der ca. 11 kilometer til Køge og ca. 16 til Roskilde.